# Règle de non-cumul
La règle de non-cumul est un principe de droit français selon lequel une action doit être intentée, ou bien en vertu du droit de la responsabilité civile contractuelle, ou bien en vertu du droit de la responsabilité civile délictuelle. Ainsi, en présence d'un contrat, une action ne peut être intentée qu'en vertu du droit des contrats et lorsqu'il n'y a pas de contrat, une action ne peut être intentée qu'en vertu du droit de la responsabilité délictuelle.

## Droit dans d'autres pays

### Droit anglais
L'arrêt Henderson v. Merrett Syndicates Ltd est une décision de la Chambre des Lords qui a reconnu que cette règle n'existe pas en droit anglais. La personne qui intente une poursuite peut choisir de faire reposer sa cause d'action sur le droit des contrats ou la responsabilité délictuelle.

### Droit québécois (Canada)
En droit québécois, le second alinéa de l'article 1458 du Code civil du Québec contient une règle équivalente au droit français : « Elle est lorsqu’elle manque à ce devoir, responsable du préjudice, corporel, moral ou matériel, qu’elle cause à son cocontractant et tenue de réparer ce préjudice; ni elle ni le cocontractant ne peuvent alors se soustraire à l’application des règles du régime contractuel de responsabilité pour opter en faveur de règles qui leur seraient plus profitables ».
Cette règle a été codifiée en 1991 en réaction à l'arrêt Wabasso de la Cour suprême du Canada, qui avait imposé une règle d'option de régime, comme cela existe en droit anglais. Cette décision avait été fortement critiquée par les auteurs de doctrine.